# Instituto Universitario de Tecnología de Valencia
El  Instituto Universitario de Tecnología de Valencia (IUTVal), es una institución de educación superior, dependiente del Ministerio del Poder Popular para la Educación Universitaria, Ciencia y Tecnología (MPPEUCT), adscrito a la D.G.S.E.S., creado por disposición del Ejecutivo Nacional según Decreto Presidencial Nro. 1977 y publicado en Gaceta Oficial Nro. 31.140 de fecha 21 de diciembre de 1976. El instituto, se rige por el reglamento interno vigente que regula su estructura y funcionamiento, así como también por los reglamentos y leyes que norman a las instituciones de educación universitaria.
El IUTVal tiene su sede principal en la ciudad de Valencia, Estado Carabobo y cuenta con 40 años formando profesiones de calidad en el estado Carabobo, siendo considerada como la 2 segunda universidad pública más importante luego de la Universidad de Carabobo.

## Ubicación
El IUTVal se encuentra ubicado en el Complejo Educacional "La Manguita". Av. Paseo Cuatricentenario Vía Guataparo.  Parroquia urbana San José del municipio Valencia Estado Carabobo. Venezuela.

## Régimen de Estudio, PNF y Horarios
El IUTVal ofrece como método de estudios en Pregrado los Programas Nacionales de Formación (PNF), creados mediante Resolución N° 2.963 de fecha 13 de mayo de 2008, publicada en Gaceta Oficial 38.930 del 14 de mayo de 2008. Estos PNF tienen un régimen por Trayectos, y cada Trayecto consta de 3 Trimestres (a excepción del Trayecto Inicial que costa de un solo trimestre) pudiéndose obtener los títulos de Técnico Superior Universitario al aprobar Trayecto 0, 1 y 2, e Ingeniero o Licenciado. al aprobar los Trayectos 3 y 4.
Los PNF ofrecidos por la Institución son:
- Procesos Químicos (TSU e Ing.)
- Informática (TSU e Ing.)
- Electricidad (TSU e Ing.)
- Materiales Industriales, mención Polímeros (TSU e Ing.)
- Química (TSU y Lic.)
- Procesos de Refinación de Petróleo (TSU e Ing.)
- Instrumentación y Control (TSU e Ing.)

En la Institución se cuenta con 3 turnos de estudio: Mañana (7:30am a 12:30) Tarde (1:15pm a 6:00pm) y Noche (5:45pm a 9:00pm) incluyendo las jornadas Sabatinas (8:15am a 2:00pm)
.....

## Servicios Ofrecidos al Estudiante
- Biblioteca
- Transporte
- Comedor
- Beca Estudio, Beca Trabajo, Preparaduria.
- Orientación
- Servicio médico – odontología
- Ayudas Económicas
- Centro Fotocopiado
- Actividades Culturales y de Formación integral
- Banda Show
- Cafetín

## Actividades Deportivas
La comunidad estudiantil del IUTVal tiene la oportunidad de desarrollar sus habilidades deportivas en las disciplinas de:
- Fútbol Sala
- Bolas Criollas
- Softbol
- Ajedrez
- Voleibol
- Tenis de mesa
- Baloncesto
- Ajedrez
- Kickingball